# Grand Prix Kanady 2004
Grand Prix Kanady 2004 (francouzsky XLII Grand Prix du Canada) se jela 13. června na okruhu Montréal.
Závod měl 70 kol po 4,361 km, tedy celkovou délku 305,270 km.
Šlo o 721. Grand Prix, přičemž po 77. zvítězil Michael Schumacher a po 174. zvítězila stáj Ferrari.

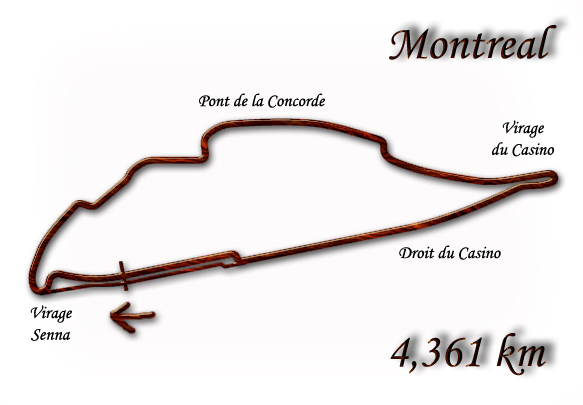

## Výsledky
| Pozice | Jezdec               | Vůz             | Čas         |
| ------ | -------------------- | --------------- | ----------- |
| 1      | Michael Schumacher   | Ferrari F2004   | 1:28'24.803 |
| Dis    | Ralf Schumacher      | Williams FW26   | Dis         |
| 2      | Rubens Barrichello   | Ferrari F2004   | á 0:05:108  |
| 3      | Jenson Button        | BAR 006         | á 0:20:409  |
| Dis    | Juan Pablo Montoya   | Williams FW26   | Dis         |
| 4      | Giancarlo Fisichella | Sauber C 23     | á 1 kolo    |
| 5      | Kimi Räikkönen       | McLaren MP 4/19 | á 1 kolo    |
| Dis    | Cristiano Da Matta   | Toyota TF 104   | Dis         |
| 6      | David Coulthard      | McLaren MP 4/19 | á 1 kolo    |
| Dis    | Olivier Panis        | Toyota TF 104   | Dis         |
| 7      | Timo Glock           | Jordan EJ 14    | á 2 kola    |
| 8      | Nick Heidfeld        | Jordan EJ 14    | á 2 kola    |
| 9      | Christian Klien      | Jaguar R5       | á 3 kola    |
| 10     | Zsolt Baumgartner    | Minardi PS 04 B | á 4 kola    |
| Kolo   | Odstoupili           | -               | -           |
| 62     | Felipe Massa         | Sauber C 23     | Nehoda      |
| 48     | Takuma Sató          | BAR 006         | Motor       |
| 44     | Fernando Alonso      | Renault R 24    | Rozvodovka  |
| 30     | Gianmaria Bruni      | Minardi PS 04 B | Převodovka  |
| 6      | Mark Webber          | Jaguar R5       | Zastavení   |
| 0      | Jarno Trulli         | Renault R 24    | Rozvodovka  |

- červeně diskvalifikace za neodpovídající brzdy

### Nejrychlejší kolo
- Rubens BARRICHELLO Ferrari 	1'13.622 - 213.246 km/h

### Vedení v závodě
- 1-14 kolo Ralf Schumacher
- 15-16 kolo Fernando Alonso
- 17-18 kolo Michael Schumacher
- 19-32 kolo Ralf Schumacher
- 33-46 kolo Michael Schumacher
- 47 kolo Ralf Schumacher
- 48-70 kolo Michael Schumacher

### Postavení na startu
- Červeně – výměna motoru/posunutí o 10 míst
- Modře – startoval z boxu

| 1. řada  | 1                    | 2                  |
|          | Ralf Schumacher      | Jenson Button      |
|          | Williams             | BAR                |
|          | 1'12.275             | 1'12.341           |
| 2. řada  | 3                    | 4                  |
|          | Jarno Trulli         | Juan Pablo Montoya |
|          | Renault              | Williams           |
|          | 1'13.023             | 1'13.072           |
| 3. řada  | 5                    | 6                  |
|          | Fernando Alonso      | Michael Schumacher |
|          | Renault              | Ferrari            |
|          | 1'13.308             | 1'13.355           |
| 4. řada  | 7                    | 8                  |
|          | Rubens Barrichello   | Kimi Räikkönen     |
|          | Ferrari              | McLaren            |
|          | 1'13.562             | 1'13.595           |
| 5. řada  | 9                    | 10                 |
|          | David Coulthard      | Christian Klien    |
|          | McLaren              | Jaguar             |
|          | 1'13.681             | 1'14.542           |
| 6. řada  | 11                   | 12                 |
|          | Giancarlo Fisichella | Cristiano da Matta |
|          | Sauber               | Toyota             |
|          | 1'14.674             | 1'14.851           |
| 7. řada  | 13                   | 14                 |
|          | Olivier Panis        | Mark Webber        |
|          | Toyota               | Jaguar             |
|          | 1'14.891             | 1'15.148           |
| 8. řada  | 15                   | 16                 |
|          | Nick Heidfeld        | Timo Glock         |
|          | Jordan               | Jordan             |
|          | 1'15.321             | 1'16.323           |
| 9. řada  | 17                   | 18                 |
|          | Takuma Sato          | Felipe Massa       |
|          | BAR                  | Sauber             |
|          | 1'17.04              | - -- ---           |
| 10. řada | 19                   | 20                 |
|          | Zsolt Baumgartner    | Gianmaria Bruni    |
|          | Minardi              | Minardi            |
|          | 1'17.064             | - -- ---           |
| -------- | -------------------- | ------------------ |

### Zajímavosti
- Debutoval Timo Glock
- Jenson Button a Nick Heidfeld jeli 75 GP
- Zsolt Baumgartner jel svou 10 GP
- Michael Schumacher dokončil po 150 mezi prvními 6.